# Куд (река)
Куд или Куђ (рус. Кудь) река је на северозападу европског дела Руске Федерације и десна притока реке Волге у коју се улива на подручју између језера Вселуг и Пено. Протиче преко територије Пеновског рејона на северозападу Тверске области.
Река Куд отока је језера Витбино из којег истиче западно од села Ворошилово, тече ка истоку и након 39 km тока улива се у реку Волгу. Укупна површина њеног сливног подручја је 503 km².